# Tanque T-50
O T-50 foi um tanque leve de infantaria desenvolvido e construído pela União Soviética no início da Segunda Guerra Mundial. O projeto deste veículo possuía alguns recursos avançados, mas era complicado e custoso, e apenas uma pequena produção de 69 unidades do  blindado foi concluída.

## Histórico de produção
O T-50 foi um tanque leve desenvolvido às vésperas da Segunda Guerra Mundial para o Exército Vermelho . A experiência em combate dos voluntários da Guerra Civil Espanhola levou a um esforço para atualizar a enorme e já obsoleta frota de tanques soviéticos. Antes de 1939, a maioria dos tanques do Exército Vermelho eram versões melhoradas e atualizadas de outros tanques estrangeiros. Por exemplo, o tanque que o exército vermelho possuía mais unidades, o tanque de infantaria leve T-26, era uma cópia do design do tanque britânico Vickers 6-ton com uma torre soviética e um canhão de 45mm também soviético. No entanto, pouco antes e durante a guerra, a URSS desenvolveu novos projetos de tanques leves, médios e pesados de design totalmente soviético. O projeto do tanque leve T-50 pretendia substituir o tanque de infantaria T-26 e se tornar o tanque com mais unidades do exército vermelho, operando em conjunto com o tanque rápido BT .
O desenvolvimento do T-50 começou como o projeto SP  em 1939 no escritório de design de tanques OKMO na Fábrica SM Kirov Número 185 em Leningrado, sob a direção e chefiado por L. Troyanov e I. Bushnevov, para criar um novo tanque leve que seria o substituto para os tanques T-26 e BT. Os protótipos iniciais, chamados T-126 e T-127, não foram muito melhorados em relação ao projeto T-46-5, que foi abandonado antes no início do ano, mas o mais pesado T-126 foi selecionado para continuar o desenvolvimento do projeto . O departamento de design OKMO foi destruído e dissolvido  durante o Grande Expurgo e não foi capaz de continuar o projeto, por isso foi transferido para a Fábrica KE Voroshilov Número 174 em Leningrado, em maio de 1940, onde dois protótipos das fábricas foram testados.  Troyanov conseguiu completar o projeto do tanque T-50 em janeiro de 1941. Após modificações, ficou pronto para entrega em abril de 1941. A produção foi então autorizada, porém, devido a alguns problemas técnicos não foi possível prosseguir a produção.
Enquanto isso, estava em desenvolvimento um outro substituto para os tanques da linha BT na Fábrica Malyshev (KhPZ) na Ucrânia, o que superou o seu programa original. O resultado foi o tanque médio T-34, muito capaz e econômico.
Após a invasão alemã, a Operação Barbarossa em junho de 1941, as fábricas de blindados foram ordenadas a transferirem suas operações para os Montes Urais. Parte do OKMO foi transferida para Chkalovsk em setembro. O T-50 tinha um ótimo design, porém ainda sofria alguns problemas técnicos, e naquela época era considerado tão caro de produzir quanto o melhor T-34.  Tanques leves T-60 muito mais simples já estavam sendo produzidos em massa. Um total de 69 tanques T-50 foram construídos (apenas 48 deles armados), antes do término da produção em janeiro de 1942.

### Descrição

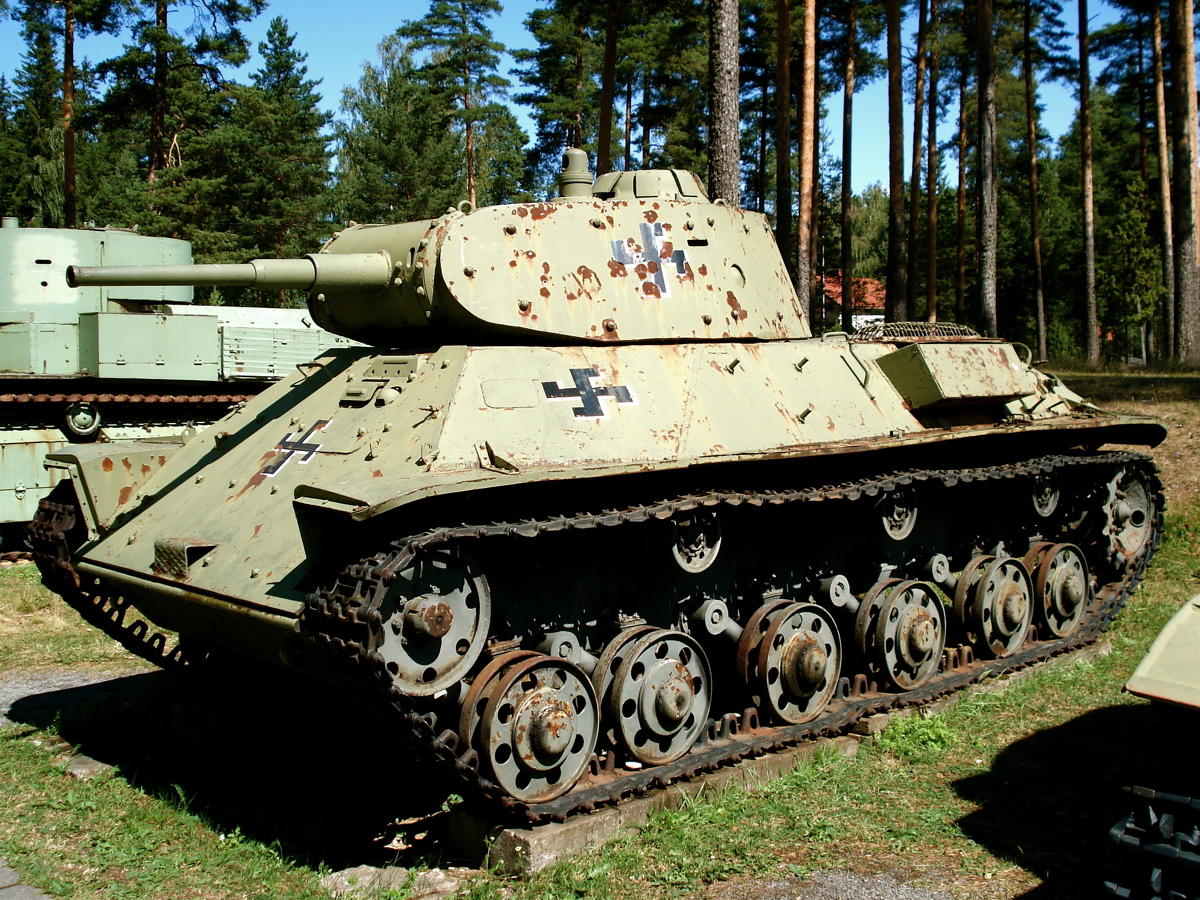
T-50 com marcações finlandesas

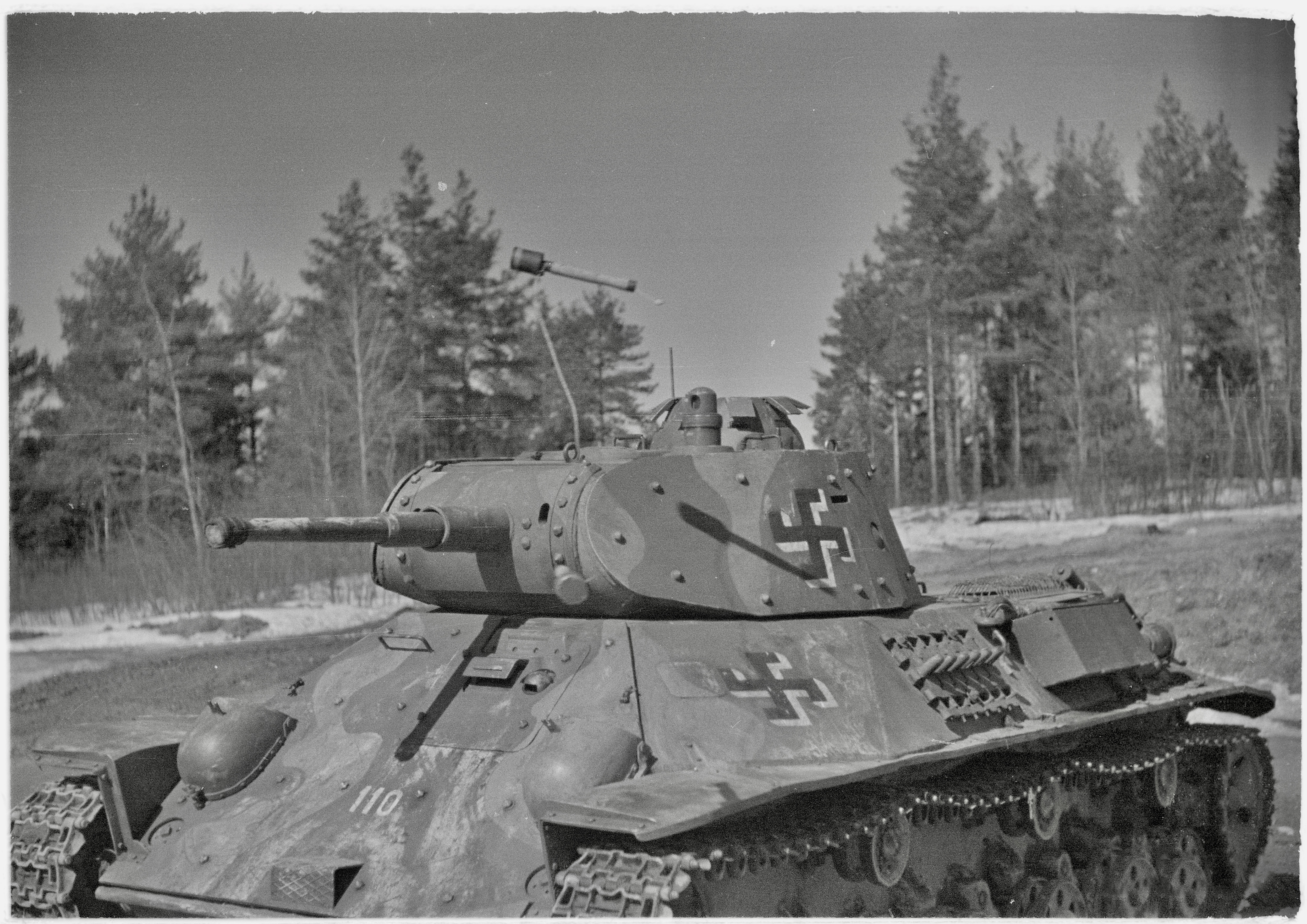
T-50 em serviço finlandês, 1944

O projeto do t-50 era avançado para a época, usando  barra de torção na suspensão, motor a diesel (característica em comum com todos os tanques de design soviéticos) e blindagem angulada e bem soldada.    Uma notável característica foi uma cúpula do comandante. Isto não apareceria em outros tanques soviéticos até o ano de 1942, que, em vez de uma cúpula, dependiam de periscópios panorâmicos. Uma ruptura com os tanques leves soviéticos mais antigos, apresentava uma torre para três tripulantes, como era comum em tanques médios e pesados, como o médio T-28 e os pesados T-35 e KV-1. Além disso, todos os T-50 tinham rádios, um recurso encontrado apenas nos veículos do comandante dos tanques leves mais antigos.
No entanto, o T-50 teve problemas no motor, o novo motor diesel de seis em linha   desenvolvido em  especifico para este tanque, ao contrário de outros veículos de combate blindados leves soviéticos, que utilizavam motores de caminhão. Os motores de tanque especializados, por serem mais caros de produzir, foram reservados para serem usados em veículos de melhor desempenho. O tanque rápido BT-7 bastante móvel, o tanque médio T-34, os tanques pesados KV-1 , os tanques pesados IS-2 e seus derivados usaram variantes do mesmo motor diesel V-2 padrão de 12 cilindros. O motor V-4 era pouquíssimo confiável e as falhas de projeto não puderam ser resolvidas. A baixa confiabilidade e o alto custo do motor contribuíram para o desaparecimento do tanque T-50.

## Histórico de combate

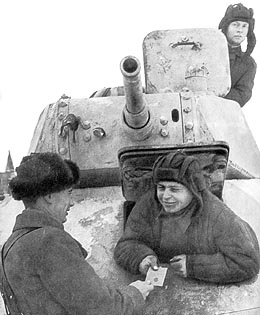
tripulação de um tanque t-50

Os poucos T-50 disponíveis foram usados no fronte de Leningrado. Poucas fotos do t-50 sendo utilizado em serviço sobreviveram ao tempo e pouco se sabe sobre seu uso em combate. Um T-50 blindado foi capturado pelas forças finlandesas e usado por elas em 1944. Esta unidade sobreviveu à guerra e agora está em exibição no museu de tanques Parola .
27 T-50 foram incluídos no 488º batalhão de tanques separado implantado no fronte da Transcaucásia. De outubro de 1942 a janeiro de 1943, o batalhão participou ativamente de batalhas no norte do Cáucaso. Em primeiro de fevereiro de 1943, o batalhão não tinha tanques suficientes em funcionamento e logo partiu do fronte para reorganização. 